# Paltamo
Paltamo este o comună din Finlanda.